# Espasingen

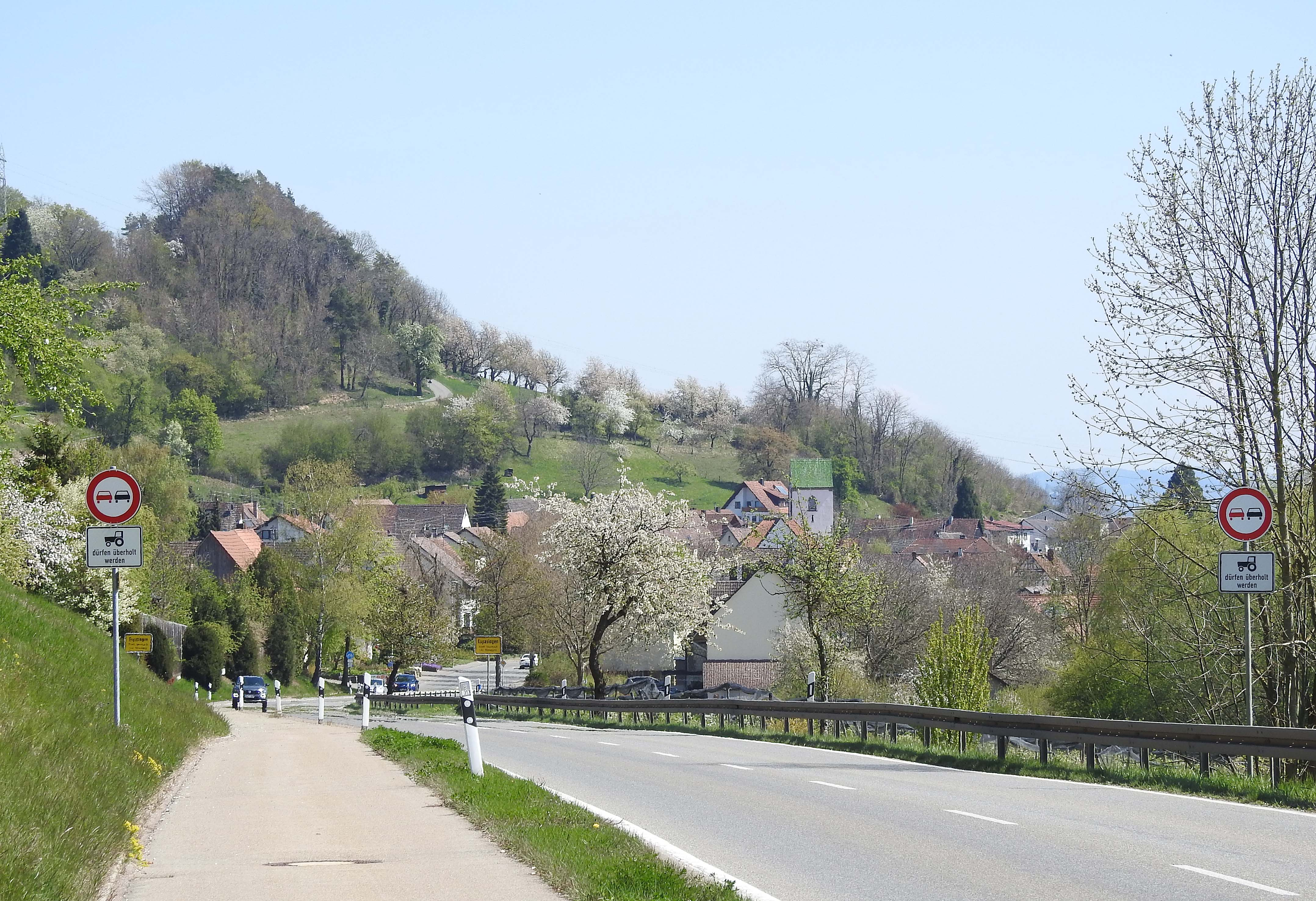
Espasingen von Nordwesten

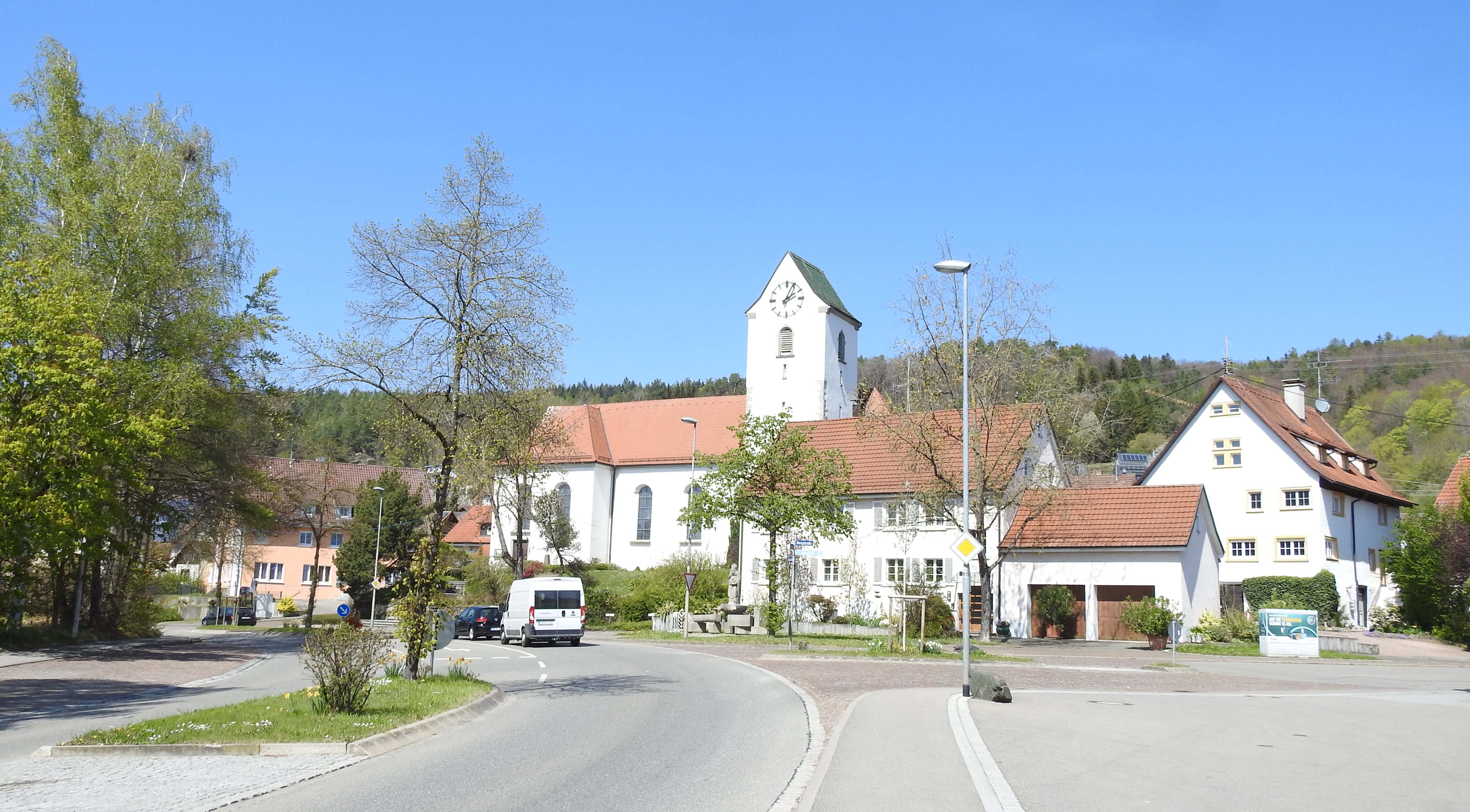
Espasingen – Ortsmitte mit Kirche von Süden

Espasingen ist ein Stadtteil von Stockach im baden-württembergischen Landkreis Konstanz in Deutschland.

## Geographie

### Lage
Die ehemals selbständige Gemeinde Espasingen liegt dreieinhalb Kilometer südlich der Stockacher Stadtmitte. Südlich fließt die Stockacher Aach dem Bodensee zu, im Norden erhebt sich der bis zu 572 m ü. NHN hohe Bogental.

### Nachbarorte
Nördlich von Espasingen liegt der Hauptort Stockach, östlich der Ortsteil Ludwigshafen, südöstlich der Ortsteil Bodman (beide zu Bodman-Ludwigshafen) und im Westen der ebenfalls zu Stockach gehörende Stadtteil Wahlwies.

### Gliederung
Zu Espasingen gehören das Dorf Espasingen, das Gehöft Spittelsberg sowie der Wohnplatz Forsthaus Spittelsberg.

### Schutzgebiete
In Espasingen sind das Landschaftsschutzgebiet Bodenseeufer (Schutzgebiet-Nummer 3.35.011) sowie diverse Biotope ausgewiesen.

## Geschichte
902 als Aspensinga erwähnt, war das vermutlich ehemalige alemannische Herzogsgut in Besitz der Grafen von Nellenburg und des Klosters St. Georgen. Die Herren von Espasingen waren 1106–1169 edelfrei, 1263–1395 Ministerialen, später offenbar in Stein am Rhein verbürgert. Das Niedergericht hatten spätestens seit dem 15. Jahrhundert die Herren von Bodman inne, die Steuern gingen an die Hegauer Ritterschaft, alle anderen Hoheitsrechte lagen bei der Landgrafschaft Nellenburg. Mit dieser fiel Espasingen 1806 an Württemberg, 1810 an Baden.
Ende März 1972 gaben von 392 Stimmberechtigten 244 Espasinger Bürgerinnen und Bürger ihre Stimmen ab: 175 stimmten für, 67 gegen eine Eingemeindung zu Stockach. Ein halbes Jahr später, am 31. Oktober 1972 beschloss der Espasinger Gemeinderat mit 8:1 Stimmen die Eingemeindung Espasingens in die Stadt Stockach.
Am 1. Januar 1973 wurde Espasingen nach Stockach eingemeindet. Da zum 1. Januar 1973 der Landkreis Stockach aufgelöst wurde, wechselte Espasingen gleichzeitig in den vergrößerten Landkreis Konstanz.
Mitte September 1982 errang Espasingen den ersten Preis beim Wettbewerb Unser Dorf soll schöner werden.

### Einwohnerentwicklung
| Jahr      | 1852 | 1871 | 1880 | 1890 | 1900 | 1910 | 1925 | 1933 | 1939 | 1950 | 1956 | 1961 | 1970 |
| --------- | ---- | ---- | ---- | ---- | ---- | ---- | ---- | ---- | ---- | ---- | ---- | ---- | ---- |
| Einwohner | 499  | 511  | 502  | 440  | 431  | 464  | 462  | 432  | 436  | 538  | 554  | 534  | 529  |

## Wirtschaft und Infrastruktur

### Verkehr
Espasingen liegt im Kreuzungsbereich der Bundesstraßen 34 (Basel → Ludwigshafen am Bodensee) und 313 (Plochingen → Espasingen).
Der Haltepunkt an der Bahnstrecke Stahringen–Friedrichshafen wurde in den 1980er Jahren aufgelassen, die Züge fahren seither ohne Halt durch.

### Postwesen
Stockach war schon im 16. Jahrhundert eine bedeutende Poststation. Über Jahrhunderte liefen hier große, zwischenstaatliche Reiter- und Postkurse der Strecken Ulm-Basel, Stuttgart-Zürich und Wien-Paris zusammen. 1845 zählte die hiesige Posthalterei noch 60 Pferde.
Privatpersonen mussten vor 1821 ihre Post auf der Stockacher Postanstalt selbst abgeben. Dann entstand durch die Einrichtung einer Amtsbotenanstalt die Möglichkeit, dass Privatpersonen ihre Post einem Amtsboten übergeben konnten. Dieser brachte die Post anfangs zweimal, später dreimal wöchentlich zur Stockacher Postexpedition. In den 1850er Jahren wurde die Amtbotenanstalt aufgrund stetig zunehmendem Schriftverkehr aufgehoben, ihre Dienste der Post übertragen und zum 1. Mai 1859 die Landpostanstalt ins Leben gerufen. Im Amtsbezirk Stockach wurde unter anderem folgender Botenbezirk eingerichtet:
- Botenbezirk No. III, Montag bis Samstag: Espasingen–Bodman–Stahringen–Wahlwies–Orsingen–Nenzingen–Rißtorf–Stockach

Poststücke, die in die jeweilige Brieflade vor Ort eingeworfen worden waren, wurden vor der Weiterleitung vom Postboten mit einem Uhrradstempel, in Espasingen mit der 18., versehen.

## Kultur und Sehenswürdigkeiten

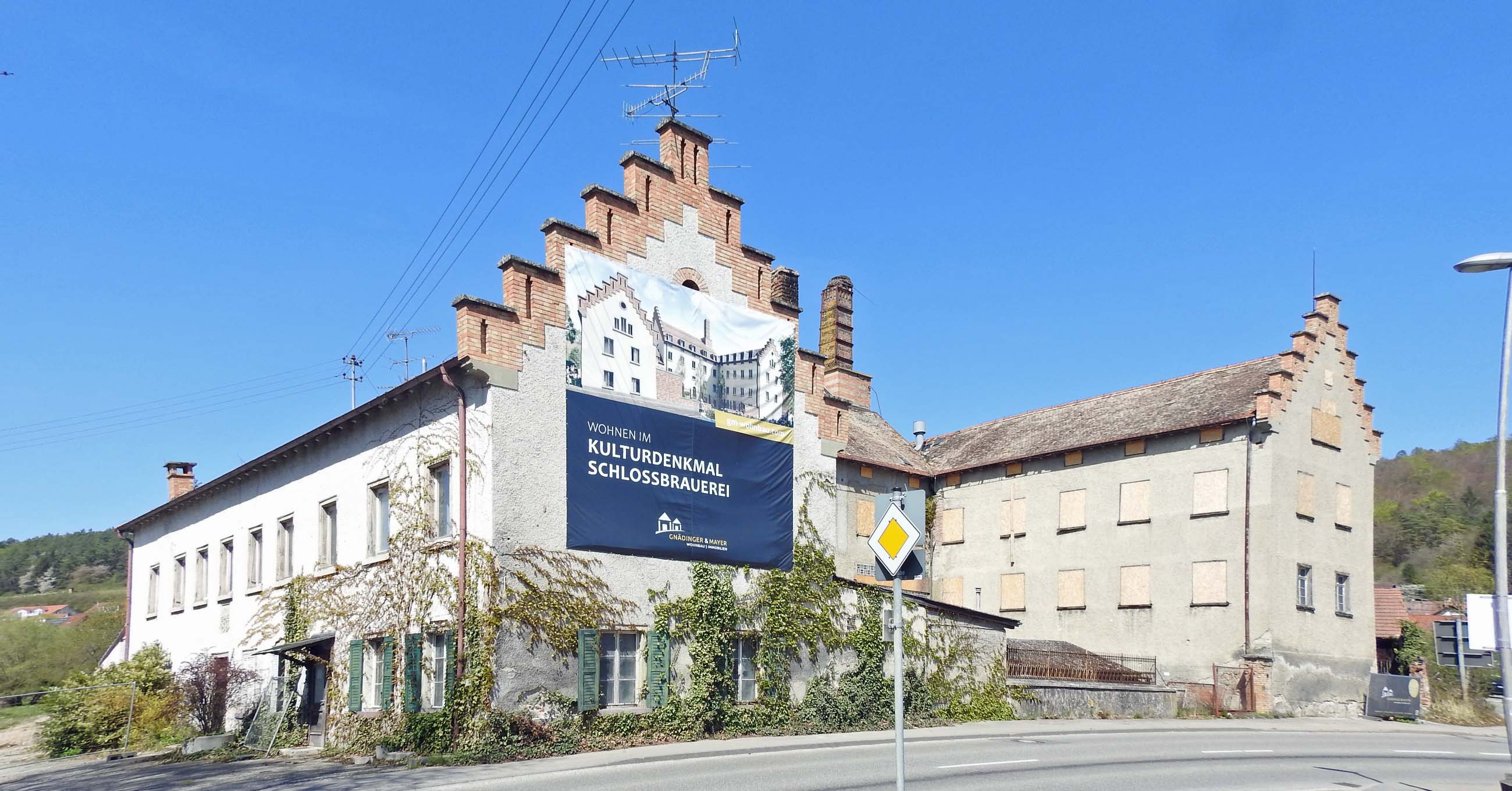
Ehem. Schlossbrauerei in Espasingen

- Das Schloss Espasingen, ursprünglich Sitz der Herren von Bodman, diente von 1939 bis 1968 als Brauerei und steht heute weitgehend leer.
- Vor 1500 wurde die gotische St. Nikolaus-Kirche, deren ältester Teil der vor 1200 erbaute Turm ist, erbaut.

## Persönlichkeiten
- Werner Messmer (1927–2016), in Espasingen geboren; Industrieller, Träger des Bundesverdienstkreuzes und Träger der Staufermedaille in Gold des Landes Baden-Württemberg.